# Masashi Nakayama
Masashi Nakayama (jap. 中山雅史 Nakayama Masashi; ur. 23 września 1967 w Okabe) – japoński trener piłkarski i piłkarz  grający na pozycji napastnika.

## Kariera klubowa
Nakayama ukończył najpierw Fujieda Higashi High School, a następnie Uniwersytet Tsukuba, na którym przez 5 lat grał w drużynie piłkarskiej. Następnie został zawodnikiem Yamaha Motor Company i w jego barwach grał w Japan Soccer Leaugue, zrzeszającej kluby zakładowe koncernów przemysłowych. W 1993 utworzono profesjonalną J-League, a klub przemianowano na Júbilo Iwata. Nakayama w nowej lidze zadebiutował 12 marca w spotkaniu z Kashimą Antlers, a pierwszego gola w niej zdobył tydzień później w meczu z Verdy Kawasaki. Od początku pobytu w Júbilo Iwata był podstawowym zawodnikiem zespołu. Swój pierwszy sukces osiągnął w 1997 roku, kiedy po raz pierwszy został mistrzem J-League. Został także pierwszy raz wybrany do Jedenastki Sezonu. W 1998 roku został wicemistrzem kraju, a zdobywając 36 goli w 27 rozegranych spotkaniach królem strzelców J-League. Wybrano go także na MVP (najbardziej wartościowego zawodnika) ligi. Kolejne sukcesy Masashi osiągnął w 1999 roku. Wywalczył kolejne mistrzostwo ligi, a także wygrał Azjatycką Ligę Mistrzów (2:1 w finale z irańskim Esteghlalem Teheran). Następnie w tym samym roku został zwycięzcą Superpucharu Azji. W 2000 roku był czwarty w lidze, ale zdobywając 20 goli ponownie został najlepszym strzelcem J-League. W 2001 roku Júbilo Iwata było drugie w lidze, a w 2002 trzeci raz w historii zostało mistrzem Japonii. W 2003 Masashi wraz z partnerami znów był drugi w tabeli. W tamtym sezonie był już jednak rezerwowym i taką funkcję pełnił w kolejnych. Obecnie ma 42 lata i jest najstarszym zawodnikiem J-League.
| Sezon | Klub                 | Kraj    | Rozgrywki           | Mecze | Bramki |
| ----- | -------------------- | ------- | ------------------- | ----- | ------ |
| 1990  | Yamaha Motor Company | Japonia | Japan Soccer League | 13    | 4      |
| 1991  | Yamaha Motor Company | Japonia | Japan Soccer League | 18    | 15     |
| 1992  | Yamaha Motor Company | Japonia | Japan Soccer League | 16    | 13     |
| 1993  | Júbilo Iwata         | Japonia | J1 League           | 18    | 18     |
| 1994  | Júbilo Iwata         | Japonia | J1 League           | 12    | 3      |
| 1995  | Júbilo Iwata         | Japonia | J1 League           | 45    | 18     |
| 1996  | Júbilo Iwata         | Japonia | J1 League           | 27    | 9      |
| 1997  | Júbilo Iwata         | Japonia | J1 League           | 27    | 18     |
| 1998  | Júbilo Iwata         | Japonia | J1 League           | 27    | 36     |
| 1999  | Júbilo Iwata         | Japonia | J1 League           | 23    | 6      |
| 2000  | Júbilo Iwata         | Japonia | J1 League           | 29    | 20     |
| 2001  | Júbilo Iwata         | Japonia | J1 League           | 30    | 16     |
| 2002  | Júbilo Iwata         | Japonia | J1 League           | 29    | 16     |
| 2003  | Júbilo Iwata         | Japonia | J1 League           | 12    | 3      |
| 2004  | Júbilo Iwata         | Japonia | J1 League           | 19    | 3      |
| 2005  | Júbilo Iwata         | Japonia | J1 League           | 29    | 6      |
| 2006  | Júbilo Iwata         | Japonia | J1 League           | 13    | 1      |
| 2007  | Júbilo Iwata         | Japonia | J1 League           | 15    | 1      |
| 2008  | Júbilo Iwata         | Japonia | J1 League           | 16    | 1      |
| 2009  | Júbilo Iwata         | Japonia | J1 League           | 1     | 0      |
| 2010  | Consadole Sapporo    | Japonia | J2 League           | 12    | 0      |
| 2011  | Consadole Sapporo    | Japonia | J2 League           | 0     | 0      |
| 2012  | Consadole Sapporo    | Japonia | J1 League           | 1     | 0      |

## Kariera reprezentacyjna
W reprezentacji Japonii Nakayama zadebiutował 31 lipca 1990 roku w przegranym 0:1 towarzyskim spotkaniu z Koreą Północną. W 1992 roku zdobył Puchar Azji. W 1998 był podstawowym zawodnikiem kadry narodowej na Mistrzostwa Świata we Francji. Zagrał na nich we wszystkich trzech meczach: przegranych po 0:1 z Argentyną i Chorwacją oraz 1:2 z Jamajką. W tym drugim zdobył bramkę, pierwszego w historii występów Japonii w Mistrzostwach Świata. W 2001 roku dotarł z Japonią do finału Pucharu Konfederacji. W 2002 roku znalazł się w kadrze Philippe'a Troussiera na Mistrzostwa Świata 2002, którego współgospodarzem była Japonia. Tam zagrał jedynie w spotkaniu z Rosją. Ostatni mecz w kadrze rozegrał w 2003 roku. Łącznie w drużynie narodowej wystąpił 53 razy i zdobył 21 goli.

## Sukcesy

### Klubowe
Júbilo Iwata
- Mistrzostwo Japonii: 1997, 1999, 2002
- Wicemistrzostwo Japonii: 1998, 2001, 2003
- Zdobywca Pucharu Cesarza: 2003
- Finalista Pucharu Cesarza: 2004
- Zdobywca Pucharu J.League: 1998
- Finalista Pucharu J.League: 1994, 1997, 2001
- Zdobywca Ligi Mistrzów AFC: 1998/1999
- Zdobywca Azjatyckiego Super Pucharu: 1999

### Reprezentacyjne
Japonia
- Mistrz Azji AFC: 1992
- Wicemistrz Pucharu Konfederacji FIFA: 2001

### Indywidualne
- Najwartościowszy piłkarz J.League: 1998
- Król strzelców J.League: 1998, 2000
- Najlepsza jedenastka J.League: 1997, 1998, 2000, 2002
- Drużyna dwudziestolecia J.League
- Japoński piłkarz roku: 1998
- Piłkarz miesiąca AFC: kwiecień 1998
- Drużyna gwiazd AFC: 1999